# Cromosfera

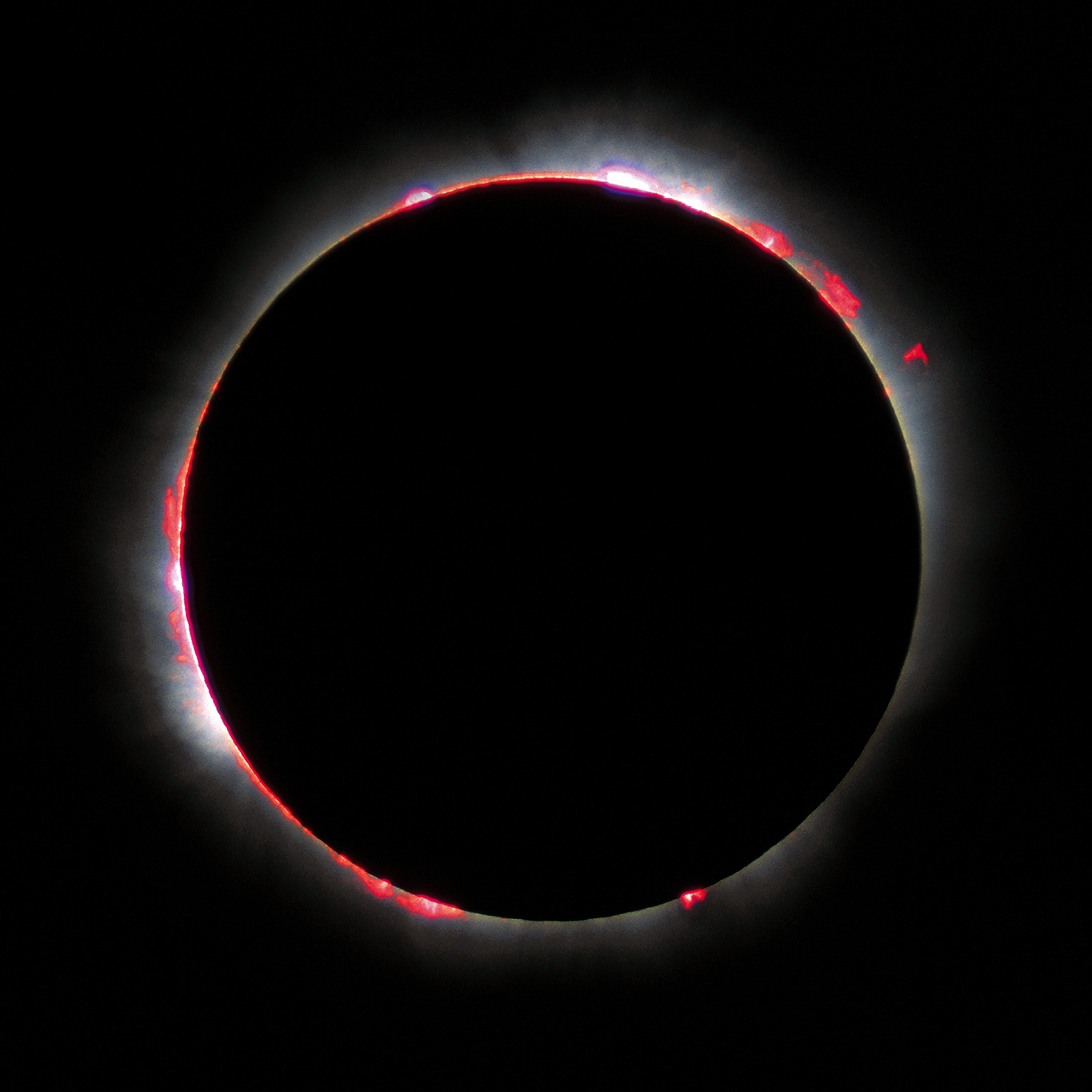
La cromosfera (en rojo) durante el eclipse solar del 11 de agosto de 1999

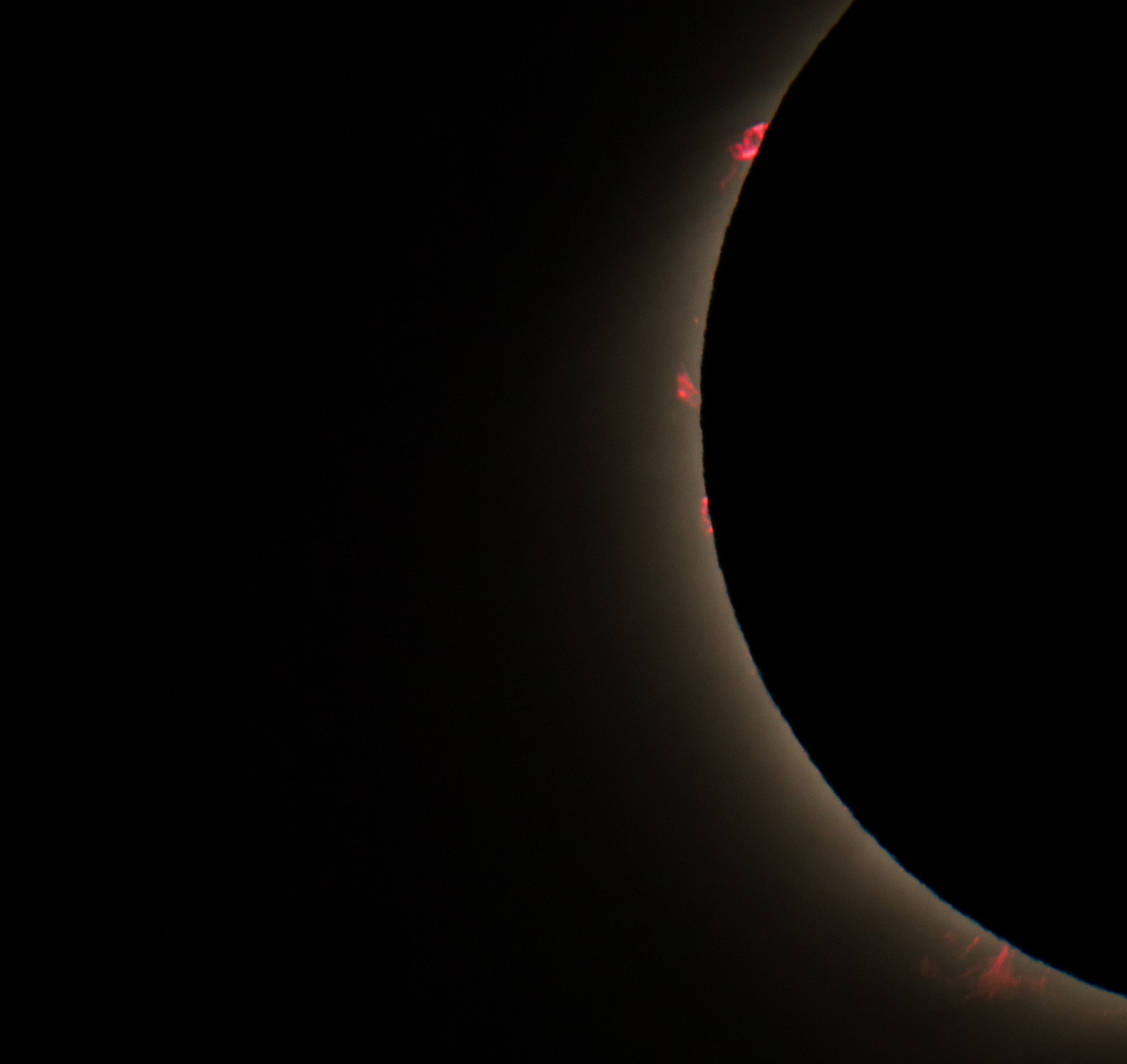
Cromosfera, durante el eclipse solar del 2 de julio de 2019.

La cromosfera o cromósfera (literalmente, "esfera de color") es una capa delgada de la atmósfera del sol (o de cualquier otra estrella) por encima de la fotosfera y por debajo de la corona,formada por gases a baja presión. En el caso del Sol, diferentes modelos teóricos la sitúan entre 2200 y 10000 km de espesor.

## Composición química
La cromosfera solar está constituida principalmente de hidrógeno y helio, observaciones espectrales demuestran que existen metales en estados neutros y parcialmente ionizados, como es el caso de la línea K del calcio y bandas moleculares como la del CN.

## Observaciones
Existen observaciones de la cromosfera desde la frecuencia ultravioleta hasta la de radio. En el espectro visible se puede observar una fuerte coloración rojiza, debido principalmente a la emisión de hidrógeno. Este abrillantamiento es observado fácilmente desde la Tierra en un eclipse solar total o con equipo especial que simule un eclipse (coronógrafos). En ondas de radio, milimétricas y submilimétricas, la cromosfera es fácilmente observable con radiotelescopios diseñados especialmente para la observación solar. 
En otras frecuencias, como el ultravioleta y los rayos X, son necesarios satélites, como el SOHO, Estéreo o el Hinode.

## Morfología
Una característica de la cromosfera es la presencia de espículas solares. Las espículas solo pueden ser observadas en el limbo solar. Las espiculas son observadas en alta resolución con el satélite japonés Hinode.
Otra característica sobresaliente es la presencia de fibrillas horizontales formadas de gas, similares a las espículas pero con un periodo de duración del doble.
Finalmente, las protuberancias solares se elevan hacia la fotosfera. Son uno de los fenómenos solares más espectaculares y raros.